# Stanisław Ratold-Zadarnowski
Stanisław Ratold, właśc. Stanisław Sulima-Zadarnowski (ur. 13 listopada 1893 w Płocku, zm. 7 lipca 1926 w Warszawie) – piosenkarz kabaretowy i estradowy, konferansjer, autor tekstów. 

## Życiorys
Studiował na Politechnice Warszawskiej. Debiutował w 1915 r. w warszawskim teatrzyku „Chochoł”. Pod pseudonimem Zdzisław Sokół nagrał kilka płyt dla wytwórni „Venus” i w „International Concert Record”. Został zaangażowany przez wytwórnię Syrena Rekord. Na jej płytach nagrał wiele pozycji ze swego repertuaru a także piosenki wojskowe, legionowe, romanse w tym najwcześniejszego nagrania Pierwszej Brygady. 
Od 1917 r. występował w kabarecie Czarny Kot, a następnie w latach 1918–1921 w Mirażu. W 1920 r. występował gościnnie w teatrach kabaretowych Lwowa. Od 1921 r. grał kolejno w teatrach warszawskich: Qui pro Quo, Stańczyk, Olimpia, Eldorado.
Pisał teksty wykonywanych przez siebie utworów (romanse, piosenki, przeboje kabaretowe), a także przygotowywał i prowadził konferansjerkę. Występował czasem jako Stanisław Sulima-Zadarnowski. Był gwiazdorem warszawskich kabaretów w pierwszych latach po odzyskaniu niepodległości. 
7 lipca 1926 r. o godz. 6 rano utonął podczas kąpieli w Wiśle na plaży braci Kozłowskich. Poszukiwania zwłok nie dały rezultatu. Pogrzeb odbył się 10 lipca 1926 roku, o czym poinformowały w prasie matka i siostry. Został pochowany na cmentarzu powązkowskim.  